# Orlando Araujo
Orlando Araujo (14 de agosto de 1928, Calderas, Barinas, Venezuela-15 de septiembre de 1987, Caracas, Venezuela) fue un intelectual, economista, docente, investigador, escritor y crítico literario venezolano.

## Carrera
Postgraduado en la Universidad de Columbia, enseñó economía, periodismo y literatura en la Universidad Central de Venezuela.
Su actividad periodística fue destacada: fundó la revista El mes económico, fue jefe de redacción del periódico El Venezolano, director de La Extra y codirector de los semanarios Qué pasa en Venezuela (encarte de la revista Deslinde del Partido Comunista de Venezuela).
En la década de los 70 fue un activo militante del movimiento de izquierda política. Donó el monto del Premio Nacional de Literatura por el ensayo Contrapunteo de la vida y de la muerte, dedicado a la obra poética de Alberto Arvelo Torrealba, a la resistencia chilena contra la dictadura de Pinochet.   

## Obras
Ensayos:
- Lengua y creación en la obra de Rómulo Gallegos (1955)
- La palabra estéril (1968)
- Venezuela violenta (1968)
- Operación Puerto Rico sobre Venezuela (1969)
- Situación industrial de Venezuela (1969)
- Ensayo sobre la obra literaria de Enrique Bernardo Núñez (1972)
- Contrapunteo de la vida y de la muerte: ensayo sobre la poesía de Alberto Arvelo Torrealba (1974)
- Antonio Arráiz (1975)
- Lengua y creación en la obra de Rómulo Gallegos (1976)
- Barinas son los ríos, el tabaco y el viento (1980)
- Narrativa venezolana contemporánea (1988) (post mortem)
- entre otros …..

Cuentos:
- Compañero de viaje y otros relatos (1970)
- 7 cuentos (1977)
- Samuel

Poesía:
- Glosas del piedemonte (1980)
- Elia en azul (1988)

Literatura infantil:
- Los viajes de Miguel Vicente Pata Caliente" (1977)